# Досжанова, Таттикуль
Таттикуль Досжанова, другой вариант имени — Таттигуль (каз. Тәттігүл Досжанова, 1910 год, Туркестан, Туркестанский край, Российская империя — 6 сентября 2007 год) — рабочая Ачисайского полиметаллического комбината, Герой Социалистического Труда (1960). Депутат Верховного Совета СССР 4-го и 5-го созывов.

## Биография
Родилась в 1910 году в городе Туркестан, Туркестанский край. Трудовую деятельность начала в 1930 году. Работала на различных производствах. В 1932 году поступила на работу на Ачисайский полиметаллический комбинат, где проработала до выхода на пенсию. Работала на комбинате работницей строительного отделения (1932—1938), откатчицей (1938—1944), транспортировщицей и дробильщицей на руднике комбината. За достижения в трудовой деятельности была удостоена в 1960 году звания Героя Социалистического Труда.
Избиралась депутатом Верховного Совета СССР 4-го и 5-го созывов.
В 1962 году вышла на пенсию. Скончалась в 2007 году.

## Награды
- Герой Социалистического Труда — указом Президиума Верховного Совета СССР от 7 марта 1960 года;
- Орден Ленина (1960);
- Медаль «За трудовую доблесть».